# Le Coq Sportif
Le Coq Sportif, LCS, fransk tillverkare av sportkläder och sportskor
Le Coq Sportif betyder "sporttuppen" ("den sportiga tuppen") och har således en tupp i en triangel som symbol. Företaget har en lång tradition inom cykelsporten och inom den franska fotbollen. 1948 började man sälja produkter under namnet Le Coq Sportif. 1966 inleddes ett samarbete med Adidas som 1974 tog över företaget. 1995 sålde Adidas firman till ett amerikanskt företag innan franska intressen gick in i företaget.
På senare år har man satsat på trenden med retromodeller och kläder inriktade på modeintresserade (ofta med starka referenser till 1960- och 1970-talets sportkläder) tillsammans med den traditionella inriktningen på försäljning till idrottsklubbar. I VM 2002 spelade Senegals fotbollslandslag i kläder från Le Coq Sportif. Tillverkning sker bland annat i Vietnam och Portugal.